# Fright Night (jeu vidéo)
Fright Night est un jeu vidéo édité par l'éditeur britannique Microdeal sur Amiga. Il est basé sur la comédie d'horreur américaine Fright Night (connue en France sous le nom de Vampire, vous avez dit vampire ?).

## Gameplay
Le joueur contrôle le personnage de Jerry Dandridge, qui doit explorer les pièces d'un manoir à la recherche de victimes dont il doit se nourrir. L'objectif est de se débarrasser de tous les habitants du manoir tout en évitant tous les crucifix qui sont lancés sur le joueur. Une fois que toutes les victimes ont été privées de leur sang, le niveau suivant devient accessible. Un cercueil peut être utilisé comme lieu de régénération lorsque le joueur est à court de santé. Mais celui-ci doit être atteint avant l'aube afin d'éviter un game over. Le sang, qui est nocif pour le joueur, doit également être évité car il peut lui faire subir au joueur le même sort.

## Réception
Tom Malcom a déclaré dans Info Magazine (en) : « L'humour de Fright Night est strictement réservé aux collégiens, mais la plupart d'entre nous apprécient un peu de bêtise collégienne de temps en temps. »
Mark Higham a déclaré dans ST/Amiga Format Magazine (en) : « Il est inhabituel d'endosser le rôle du méchant, et avec le genre de plaisir visuel proposé, ce sera certainement un succès. »
Andy Storer a déclaré dans New Computer Express (en) : « Bien que les graphismes et les sons de Fright Night soient excellents, son gameplay – et ici, il faut se rappeler que c'est un jeu où il faut mordre des gens dans le cou et faire couler du sang – est nul. »
Duncan Evans a déclaré dans Amiga Computing : « Les graphismes sont excellents et les effets sonores sont tout simplement géniaux – j'adore le bruit de succion lorsque vous mordez quelqu'un, ce qui restaure votre santé d'ailleurs – mais le gameplay est très, très superficiel. »
Amiga User International a déclaré : « Le jeu échoue en raison d'un manque désespéré d'originalité. Dans l'ensemble, cette variante sans éclat d'un thème horrifique mérite d'échouer, et je ne peux qu'espérer que cette équipe talentueuse réfléchira très attentivement avant de se lancer dans un autre navet. »

## Avis
- Videogame & Computer World (italien)[6]
- Joystick Hebdo (français)[7]
- Aktueller Software Markt (allemand)[8]
- Guida Videogiochi (italien)[9]
- K-7 (italien)[10]